# نايل غريفيثز
نايل غريفيثز (بالإنجليزية: Niall Griffiths)‏ هو كاتب بريطاني، ولد في 1966 في Toxteth ‏ في المملكة المتحدة.

## وصلات خارجية
- نايل غريفيثز على موقع IMDb (الإنجليزية)
- نايل غريفيثز على موقع قاعدة بيانات الفيلم (الإنجليزية)